# Ko Phai
Ko Phai (tiếng Thái: เกาะไผ่, phát âm [kɔ̀ʔ pʰàj]) là đảo lớn nhất ở Mu Ko Phai (หมู่เกาะไผ่), một quần đảo nhỏ không có người ở trên vùng biển phía đông của Thái Lan. Nó cách Pattaya về phía Tây khoảng 21 km. Đảo cũng được biết đến với tên "Koh Pai". Đảo cũng được đề cập là "Đảo Tre", là nghĩa của tên đảo trong tiếng Thái, theo các hướng dẫn viên du lịch.

## Địa lí
Ko Phai dài gần bốn cây số và chiều rộng tối đa của nó là khoảng một cây số rưỡi. Đó là một hòn đảo có nhiều đá và một phần lớn bờ biển được hình thành bởi những vách đá. Toàn bộ đảo cao, nhưng điểm cao nhất của nó chỉ là 150 m và không có một đỉnh nào cao hơn những hòn đảo khác. Có một ngọn hải đăng trên đỉnh của hòn đảo.
Hòn đảo này nằm ở cuối phía đông nam của Vịnh Bangkok, phía Đông của Vịnh Thái Lan. Về mặt hành chính, Ko Phai thuộc về Amphoe Bang Lamung, tỉnh Chonburi.
Vùng đất gần nhất với nhóm đảo Ko Phai là Ko Lan, cách bờ biển phía Đông của Ko Phai 14 km. Có thể đi lại giữa các đảo trong khoảng hai giờ bằng thuyền từ cảng phía nam Pattaya. Tất cả những hòn đảo này là một khu vực tự nhiên được bảo vệ dưới sự giám sát của Hải quân Hoàng gia Thái Lan. Du khách phải mang theo thức ăn và nước của mình. Không cho phép lưu trú qua đêm trên Ko Phai.

## Các đảo lân cận
Các nhóm đảo khác gồm:
- Ko Luam, hay Ko Lueam, (เกาะเหลื่อม) là một hòn đảo đá cao ở trên đỉnh núi giống như Ko Phai. Điểm cao nhất của nó là 135 m nằm về phía tây bắc của hòn đảo chính. Ko Luam có một đảo nhỏ, Ko Luam Noi, ngoài khơi bờ biển phía đông của nó.
- Ko Man Wichai (เกาะมารวิชัย), dài hai cây số với độ cao 64 m
- Ko Klung Badan (เกาะกรุงบาดาล), điểm cao nhất 50 m
- Ko Hu Chang (เกาะหูช้าง) một đảo nhỏ.[1]

## Lặn biển
Một trong những điểm thu hút chính của nhóm đảo là các rạn san hô được bảo tồn tốt. Trong Thế chiến thứ hai - con tàu cổ điển của Hải quân Hoàng gia Thái Lan, HTMS Khram (USS LSM-469 cũ), đã bị đánh chìm 300 m về phía đông của Ko Phai vào tháng 1 năm 2003 để tạo ra một rạn san hô ngập nước nhân tạo. Xác tàu ở khu vực thích hợp cho lặn biển.